# (6170) Levasseur
(6170) Levasseur est un astéroïde de la ceinture principale aréocroiseur.

## Description
(6170) Levasseur est un astéroïde aréocroiseur. Il présente une orbite caractérisée par un demi-grand axe de 2,35 UA, une excentricité de 0,32 et une inclinaison de 22,6° par rapport à l'écliptique. Il porte le nom d'Anny-Chantal Levasseur-Regourd, astrophysicienne française spécialiste des petits corps du système solaire.

## Compléments